# Slot Alkemade
Slot Alkemade was de naam van twee verschillende kastelen, die na elkaar ongeveer op dezelfde plek hebben gestaan, in het huidige Warmond in Zuid-Holland. Het eerste slot Alkemade was een middeleeuws kasteel. Het tweede slot Alkemade was eigenlijk een buitenplaats.

## Het middeleeuwse kasteel
Het precieze bouwjaar van het middeleeuwse kasteel is niet bekend. Tot 2012 was zelfs de exacte ligging van het kasteel onbekend. In dat jaar wisten twee onderzoekers van het Historisch Genootschap Warmelda door een archiefstudie de exacte locatie van het kasteel te achterhalen. In de herfst van hetzelfde jaar kwam de Rijksdienst voor het Cultureel Erfgoed (RCE) ter plaatse onderzoek doen en bevestigde de bevindingen van eerder genoemde Warmelda. Het kasteel lag ten oosten van de boerderij Wasbeeklaan 31 in Warmond, aan de rand van de ringsloot van de Hemmeerpolder.
Bij de archeologische waarnemingen van de RCE werd vastgesteld dat kasteel Alkemade een ronde versterking was. Het geborgen vondstmateriaal dateerde uit de periode 1225/1275 tot 1400. Dat komt grofweg overeen met het beeld dat de archivalische bronnen geven van de levensduur van het kasteel. Er zijn namelijk redenen om aan te nemen, dat de sterkte kort na 1242 is opgetrokken. Daarnaast is duidelijk, dat de eigenaren van het kasteel er rond 1400 niet meer woonden: kasteelheer Floris IJsbrandsz. van Alkemade woonde namelijk op kasteel Cronesteyn bij Leiden. Het kasteel vervulde bovendien geen rol meer als administratief centrum van de heerlijkheid Alkemade, want deze was in 1416 verkocht aan de heer van de aangrenzende heerlijkheid Warmond.
Wie de bouwer van het kasteel was, is niet zeker. Als het kasteel daadwerkelijk kort na 1242 werd opgetrokken, dan was de stichter mogelijk Dirk van Alkemade (vermeld 1236-1244). Tussen 1277 en 1293 wordt er weer een Dirk van Alkemade vermeld, die met zekerheid op het kasteel woonde. Het feit dat hij er rond 1281 in slaagde om de (latere) heerlijkheid Alkemade te kopen past bij dit gegeven. Dirk werd na 1293 opgevolgd door zijn zoon Hendrik, en deze werd in 1314 alweer opgevolgd door zijn zoon Dirk. Deze overleed in 1328 zonder mannelijke erfgenaam na te laten.
Via een dochter (Christina van Alkemade) kwam het kasteel in handen van Wouter van Ligne. Via diens dochter vererfde het kasteel uiteindelijk op het geslacht Van Borselen. Deze Zeeuwse familie bewoonde het kasteel echter niet. De familie inde wel de inkomsten uit de landerijen, maar verder werd het kasteel waarschijnlijk verwaarloosd. Ook lijkt het erop, dat het kasteel bij laat-14de-eeuwse overstromingen is aangetast. Van een verwoesting door het geweld van de Hoekse en Kabeljauwse twisten is geen bewijs te vinden.

## Buitenplaats Alkemade

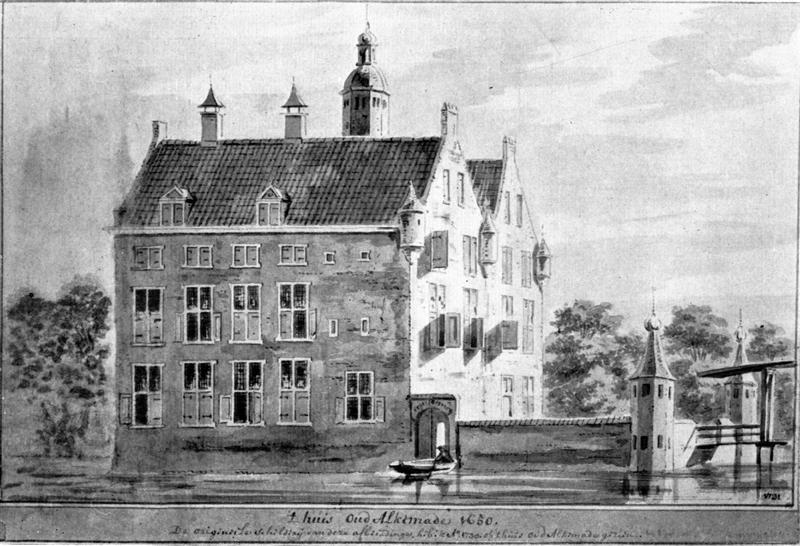
Buitenplaats Oud-Alkemade

In 1622 kocht Sybrand van Alkemade het voormalige landgoed aan de Warmondse Wasbeeklaan, waar het kasteel had gestaan. Daar bouwde hij een herenhuis op korte afstand van het voormalige kasteelterrein (namelijk bij het huidige huisnummer 25). Het herenhuis had een achthoekige toren, een vleugel aan de achterzijde en twee kleinere torentjes aan de voorzijde. Voor het herenhuis was er nog een voorplein.
In 1811 werd het herenhuis verkocht aan Cornelis Christiaan Swaving, die het weer verkocht in 1823 op een veiling aan Coenraad Willem Wijborgh. Hij liet het herenhuis afbreken en verkocht het stuk grond aan de weduwe van Jacob Bijleveld. Toen waren nog het voorplein met de twee torentjes en de slotgracht te zien. Toen deze ook verdwenen, waren nog een lange tijd de fundamenten van het kasteel te zien. Later verdwenen deze in het landschap om plaats te maken voor de bloemenbollenteelt.

## Overblijfselen
Alleen het koetshuis en de oprijlaan behorend bij de buitenplaats zijn nog overgebleven. Het koetshuis is ingericht als woning en is niet te bezichtigen voor publiek. Van het middeleeuwse kasteel zijn alleen nog in de grond resten aanwezig, althans van het noordelijke gedeelte, want twee derde van het kasteelterrein is vergraven bij de aanleg van een jachthaven.
Abbenbroek · Abspoel · Adegeest · Slot Alkemade ·  Altena · Arkelsburg · Bellesteyn · Huis ten Berghe · Binckhorst · Binnenhof · Blijdestein · Te Blotinghe · Boekenburg · Boekhorst · Boshuysen · Bulgersteyn · Burcht (Leiden) · Burcht (Voorne) · Slot Capelle · Coebel · Cranenburg · Crayestein · Cronesteyn · Crooswijk · Develstein · 't Huys Dever · Dirks Steenhuis · Ter Does · Duivenstein · Duivenvoorde · Endegeest · Endepoel · Foreest · Giessenburg · Gravensteen · Groot Haesebroek · 's Heeraartsberg · Hof van Wateringen · Holy · Slot Honingen · Kasteel van de Heren van Arkel · Kasteel van Gouda · Keenenburg · Kasteel Keukenhof · Klein Poelgeest · Huis te Langerak · Langestein · Huis te Liesveld · Ter Lips · De Loo · Madeburcht · Marenburch · Meerburg · Huis te Merwede · Huis ter Mey · Kasteel van der Meye · Niemandsvriend · Noordeloos · Oud-Berendrecht · Oud-Poelgeest · Oud Teylingen · Paddenpoel · Persijn · Groot Poelgeest · Hof van Putten · Puttensteyn · Landgoed De Raephorst · Kasteel Ravesteyn · Kasteel van Rhoon · Rijnegom · Rijnenburg · Huis te Riviere · Rodenburg · Hofstad Rodenrijs · Rodenrijs · Rosenburgh · Huis Roucoop · Santhorst · Schelluinderberg · Schonenburg · Kasteel van Schoonhoven · Souburgh · Spangen · Starrenburg · Huis ter Specke · Steenvoorde · Stenevelt · Slot Teylingen · Den Toll · Torenvliet · Slot Valckesteyn · Huis ter Waard · Warmont · Ter Weer · Hof van Wena · Kasteel Westerbeek · Huis te Woude · Kasteel van IJsselmonde · 't Zand · Huis Zevender · Kasteel aan de Zevender · Zijlhof · Zonneveld · Huis Zuidwijk · Zwieten